# Justin Simmons
Justin Simmons (Manassas, Virginia, 19 de noviembre de 1993) es un jugador profesional estadounidense de fútbol americano que se desempeña en la posición de safety en Atlanta Falcons, equipo de la National Football League (NFL).

## Carrera
Fue seleccionado en la tercera ronda en la Reunión Anual de Selección de Jugadores de la NFL de 2016. Hizo su debut profesional con el equipo Denver Broncos, donde jugó ocho temporadas, en 2024 pasó a Atlanta Falcons.